# Young Frankenstein
Young Frankenstein is een Amerikaanse filmkomedie uit 1974 geregisseerd door Mel Brooks. De productie is een parodie op de klassieke horrorfilms van Universal uit de jaren dertig zoals Dracula, The Invisible Man en uiteraard Frankenstein. Hiervoor hergebruikten de filmmakers filmsets van de originele Frankenstein-films en filmden ze in zwart/wit.
Brooks noemde Young Frankenstein ooit zijn beste film. Hij werd genomineerd voor onder meer Oscars voor beste scenario en beste geluid alsook voor Golden Globes voor beste actrice (Cloris Leachman) en beste bijrolspeelster (Madeline Kahn). Negen andere filmprijzen werden daadwerkelijk gewonnen, waaronder een Hugo Award en Golden Scrolls voor beste horrorfilm, beste regie, beste decors, beste grime en beste bijrol (Marty Feldman).
De film werd in 2003 opgenomen in de National Film Registry.

## Invloed
Toen de film uitkwam en een succes bleek te zijn, verschenen meer Frankenstein-parodieën. De Turkse film Sevimli Frankestayn uit 1975 was letterlijk een remake van de film. Ook werd de horrorparodie Vampira met David Niven in Noord-Amerika uitgebracht onder de naam Old Dracula om te profiteren van Young Frankensteins succes. In de televisiespecial The Halloween That Almost Wasn't wordt de culturele impact van de film besproken. Ook waren er verwijzingen naar de film in de komedieseries Family Guy, The Simpsons en Reno 911!.
De TV serie The Addams Family past ook in dit plaatje.

## Verhaal
Frederick is een nakomeling van dokter Viktor Frankenstein. Omdat hij van mening is dat zijn voorvader krankzinnig was, noemt hij zichzelf Fronkensteen om te voorkomen dat mensen een link maken. 
Frederick geeft les aan een Amerikaanse medische school en heeft een verloofde, Elizabeth. Een van zijn studenten heeft de achtergrond van Frederick achterhaald en vraagt of diens voorvader werkelijk in staat was om doden terug levend te maken. Frederick ontkent dit omdat hij zelf niet gelooft dat dit mogelijk is.
Niet veel later krijgt Frederick bericht dat hij het kasteel van zijn voorvaders in Transsylvanië heeft geërfd. Eenmaal daar aangekomen, wordt hij opgewacht door bultenaar Igor, die uitpuilende ogen heeft, en Inga, een jonge blonde dame. Zij zullen Frederick bediendes zijn tezamen met de niet zo aantrekkelijke huisvrouw Blücher wier naam zelfs de paarden doet huiveren.
Frederick en Igor vinden een geheime gang die leidt naar de privébibliotheek van zijn voorvader. Daar vindt hij een document waaruit hij enkel kan afleiden dat het wel degelijk mogelijk is om een dode terug levend te maken. Frederick geraakt zo geïnteresseerd dat hij het experiment wil uitvoeren. Samen met Igor graaft hij een lijk op. Bedoeling is dat ze de hersenen van deze dode vervangen door die van historicus Hans Delbrück wiens hersenen op sterk water staan. Igor steelt deze hersenen, maar omdat hij de bokaal laat vallen is hij genoodzaakt om een andere te stelen. Hij verzwijgt dit voor Frederick waardoor het lijk de hersenen krijgt ingeplant uit een bokaal met het etiket: "Gebruik deze hersenen niet! Abnormaal!".
Frederick kan het lijk reanimeren met een blikseminslag. Al snel blijkt dat de gereanimeerde een zeer laag IQ en geen spraakvermogen heeft. Daarnaast heeft de man een afschuw van vuur. Nadat Frederick een lucifer aansteekt, wordt hij dan ook bijna vermoord door de gereanimeerde. Frederick, Inga en Igor zijn van mening dat ze een monster hebben gecreëerd en binden hem vast.
Ondertussen vreest de lokale bevolking dat Frederick het werk van zijn voorvader zal verderzetten. De eenogige inspecteur Kemp - met slecht werkende armprothese - vraagt daarom aan Frederick om hem te verzekeren geen monster te creëren. Nadat Frederick naar het labo gaat, blijkt dat Blücher het monster heeft vrijgelaten. Zij kan hem in toom houden door een bepaalde melodie op haar viool te spelen. Wanneer even later een zekering van de elektriciteit een vuurvonk maakt, vlucht het monster uit het kasteel.
Tijdens zijn doortocht op de boerenbuiten maakt het monster kennis met een klein meisje en even later met een blinde man. Daaruit blijkt dat het monster in wezen wel vriendelijk is. Frederick kan het monster terug naar het kasteel lokken door al spelend op de viool de omgeving te doorzoeken.
Frederick wil het monster tonen aan enkele geleerden en daarom oefenen ze samen een cabaret act in op de muziek van "Puttin' On the Ritz". De act loopt goed tot wanneer een spot ontploft. Het monster schrikt hierdoor en rent het publiek in. Hij wordt overmeesterd door de politie en met kettingen vastgehouden in de gevangenis. Frederick gaat terug naar het kasteel waar hij een relatie start met Inga.
Het monster kan ontsnappen en vlucht weg met Elizabeth, die niet veel eerder onverwacht terug opdook om Frederick een bezoek te brengen. Zij wordt verliefd op het monster omwille van zijn buitennatuurlijke uithoudingsvermogen en het feit dat het monster een zeer grote penis heeft. Ondertussen zijn de dorpsbewoners op zoek naar het monster.
Frederick kan het monster via de vioolmuziek opnieuw lokken naar het kasteel. Daar wil hij het monster meer intelligentie geven via een nieuw experiment waarbij hij zichzelf als donor opoffert. Tijdens dit proces vallen de politie en de dorpsbewoners binnen. Het experiment is geslaagd, want het monster is nu in staat om beschaafd te spreken en te handelen. Hierdoor wordt hij niet langer als een bedreiging aanzien.
Elizabeth trouwt met het nu beschaafde monster. Inga ontdekt dat Frederick ook iets van het monster heeft gekregen: zijn oerinstincten en een vergrote penis.

## Rolverdeling
| Acteur          | Personage        |
| --------------- | ---------------- |
| Gene Wilder     | Dr. Frankenstein |
| Peter Boyle     | het monster      |
| Marty Feldman   | Igor             |
| Cloris Leachman | Frau Blücher     |
| Teri Garr       | Inga             |
| Kenneth Mars    | Inspecteur Kemp  |
| Richard Haydn   | Heer Falkstein   |
| Liam Dunn       | Mr. Hilltop      |
| Danny Goldman   | medisch student  |
| Madeline Kahn   | Elizabeth        |
| Gene Hackman    | blinde man       |